# 中塞爾維亞
中塞爾維亞（ /Centralna Srbija），又称塞爾維亞本土（ /Uža Srbija），是指塞爾維亞不包括科索沃和伏伊伏丁那的部份，但與這兩區不同，並沒有相應的行政機關。面积55,974平方公里，人口5,454,950(2002.4)。下分17州。中塞爾維亞包括了三個統計地區。